# 收藏者 (漫威漫畫)
收藏者（英語：The Collector），本名坦納里·帝凡（Taneleer Tivan），是漫威漫畫中的虛構角色，由作家史丹·李和藝術家唐·赫克所創作。收藏者首次於《復仇者聯盟》#28中登場。

## 人物
收藏者是在宇宙大爆炸後的高智慧種族倖存者，是宗師的弟弟，兩兄弟都是宇宙中最古老的生命：宇宙長老的其中一員，因為活得太過漫長，收藏者為了打發時間而培養出了收集的嗜好，他收集的東西除了宇宙中的稀有寶物與生命外，甚至還把收藏的目標打到了超級英雄跟超級罪犯的頭上。
不同的媒體中皆描繪收藏者與宗師是兄弟關係。

## 其他媒體

### 電影
- 漫威電影宇宙：由班尼西歐·岱·托羅飾演收藏者。
  - 《雷神索爾2：黑暗世界》[1]（2013年）：於片尾彩蛋中客串
  - 《星際異攻隊》[2]（2014年）
  - 《復仇者聯盟3：無限之戰》[3]（2018年）：客串

### 劇集
- 《浩克與狂砸特工隊（英语：Hulk and the Agents of S.M.A.S.H.）》：收藏者由傑夫·班尼特（英语：Jeff Bennett）配音。
- 《終極蜘蛛人》：收藏者由傑夫·班尼特配音[4]。
- 《星際異攻隊（英语：Guardians of the Galaxy (TV series)）》：收藏者由湯姆·肯尼配音。
- 漫威電影宇宙：由班尼西歐·岱·托羅回歸飾演收藏者。
  - 《無限可能：假如…？》第一季（2021年）[5]：動畫劇集，配音演出。

### 遊樂設施
- 收藏者出現在「銀河守護隊：使命突圍！（英语：Guardians of the Galaxy – Mission: Breakout!）」，並同由班尼西歐·狄奧·托羅飾演。在這個景點中，收藏者捕獲了星際異攻隊並將其展示在他的收藏之中。

## 外部連結
- 漫画书数据库：收藏者
- 互联网电影数据库上收藏者的资料